# جشنواره بین‌المللی فیلم جیپور
جشنواره بین‌المللی فیلم جیپور (JIFF) از سال ۲۰۰۹ هر ساله در جیپور هند برگزار می‌شود.
جشنواره بین‌المللی فیلم جیپور در سال ۲۰۰۹ تحت مدیریت هانو راج آغاز شد.
هشتمین دوره این جشنواره از ۲ ژانویه ۲۰۱۶ با حضور پراکاش جها به عنوان مهمان اصلی برگزار گردید.
جشنواره بین‌المللی فیلم جیپور هند تعامل فعالی با سینمای ایران داشته است. از جمله در سال ۱۳۹۳ میزبان فیلم امروز به کارگردانی رضا میرکریمی بود و جایزه بهترین بازیگر مرد را به پرویز پرستویی اختصاص داد.

## لینک‌های خارجی
- وبگاه رسمی